# Zale viridisquama
Zale viridisquama là một loài bướm đêm trong họ Erebidae.